# Casa Celesia
Casa Celesia è un palazzo storico di Milano situato in via Dante al civico 7.

## Storia e descrizione
L'edificio fu costruito, su progetto di Antonio Comini, nell'ultimo decennio del XIX secolo in concomitanza dell'apertura di via Dante ed il conseguente concorso bandito dal comune che avrebbe premiato la migliore architettura della nuova via. Il palazzo, di altezza identica a quella di tutti i palazzi della via come richiesto dal bando di realizzazione, si presenta suddiviso in quattro piani, più pian terreno ed ammezzato: il palazzo può essere quindi diviso in tre partiture verticali. Quella centrale è scandita da quattro lesene ed è decorata al primo piano da una balconata e da bifore lombardesche: le partiture laterali al contrario presentano finestre-balcone sormontate da timpani triangolari. Ai piani superiori la decorazione è invece omogenea, col secondo e terzo piano con finestre dalle semplici modanature rettilinee a mensola, e all'ultimo piano dove le finestre sono inframezzate da bassorilievi.